# Бабчиха (Якубівка)
Бабчиха — заповідне урочище місцевого значення. Об'єкт розташований на території Городенківського району Івано-Франківської області, село Якубівка.
Площа — 30,9000 га, статус отриманий у 1983 році.